# Varjão de Minas
Varjão de Minas là một đô thị thuộc bang Minas Gerais, Brasil. Đô thị này có diện tích 652,789 km², dân số năm 2007 là 5993 người, mật độ 8,1 người/km².